# ブロニスラウ・ケイパー
ブロニスラウ・ケイパー（Bronisław Kaper, 1902年2月5日 - 1983年4月26日）は、ポーランド出身の作曲家。ポーランド語読みでは“ブロニスワフ・カペル”。スペルはBronislau Kaper、 Bronislaw Kaper、Bronislaw Kapperとも表記される。主に映画音楽を手掛けた。
ワルシャワ生まれ。6歳からピアノを習う。ショパン音楽アカデミー卒業後、ベルリンに行き、そこでオーストリア人の作曲家ワルター・ユルマンと出会い、ドイツの映画界で映画音楽を手掛ける。彼とはその後、ハリウッドに渡るまで何度か共作している。ナチス政権誕生後はパリ、ついでアメリカ合衆国へと渡る。渡米後、ユルマン共々メトロ・ゴールドウィン・メイヤーの専属作曲家となった。
1953年、『リリー』で第26回アカデミー作曲賞（ドラマ・コメディ音楽賞）を受賞。
テレビドラマ『FBIアメリカ連邦警察』のテーマ音楽も作曲した。
1983年4月26日、癌で死去。81歳。

## 主なフィルモグラフィー
- モスコウの一夜 Les nuits moscovites (1934) フランス映画
- 桑港 San Francisco (1936)
- 天使の花園 Three Smart Girls (1936)
- マルクス一番乗り A Day at the Races (1937)
- 宿無しハックの冒険 The Adventures of Huckleberry Finn (1939)
- 女の顔 A Woman's Face (1941)
- 奥様は顔が二つ Two-Faced Woman (1941)
- ガス燈 Gaslight (1944)
- パーキントン夫人 Mrs. Parkington (1944)
- オーソン・ウェルズINストレンジャー The Stranger (1946)
- 名犬ラッシー/ラッシーの勇気 Courage of Lassie (1946)
- 大地は怒る Green Dolphin Street (1947)
- 愛の調べ Song of Love (1947) ※音楽監督として
- 帰郷 Homecoming (1948)
- 暴力行為 Act of Violence (1948)
- 秘密の花園 The Secret Garden (1949)
- フォーサイト家の女 That Forsyte Woman (1949)
- スピード王 To Please a Lady (1950)
- 印度の放浪児 Kim (1950)
- 勇者の赤いバッヂ The Red Badge of Courage (1951)
- 北の狼 The Wild North (1952)
- 荒原の疾走 Ride, Vaquero! (1953)
- 裸の拍車 The Naked Spur (1953)
- リリー Lili (1953)
- 放射能X Them! (1954)
- ガラスの靴 The Glass Slipper (1955)
- 白鳥 The Swan (1956)
- 傷だらけの栄光 Somebody Up There Likes Me (1956)
- ジェット・パイロット Jet Pilot (1957)
- Z旗あげて Don't Go Near the Water (1957)
- カラマゾフの兄弟 The Brothers Karamazov (1958)
- メイム叔母さん Auntie Mame (1958)
- 緑の館 Green Mansions (1959)
- 肉体の遺産 Home from the Hill (1960)
- 夜と昼の間 The Angel Wore Red (1960)
- バターフィールド8 BUtterfield 8 (1960)
- 戦艦バウンティ Mutiny on the Bounty (1962)
- 彼氏はトップレディ Kisses for My President (1964)
- ロード・ジム Lord Jim (1965)
- FBIアメリカ連邦警察 The F.B.I. (1965 - 1974) テレビドラマ、テーマ曲
- トブルク戦線 Tobruk (1967)
- 大西部への道 The Way West (1967)
- 誇り高き戦場 Counterpoint (1968)
- パリの秘めごと A Flea in Her Ear (1968)
- ザルツブルグ・コネクション The Salzburg Connection (1972) クレジットなし